# Panzeria occidentalis
Panzeria occidentalis là một loài ruồi trong họ Tachinidae.